# Светлая личность (фильм)
«Све́тлая ли́чность» — советский фильм, музыкальная фантасмагория на темы И. Ильфа и Е. Петрова. Снятый в 1989 году режиссёром Александром Павловским на Одесской киностудии. Фильм состоит из двух частей: «Тёмное прошлое» и «Светлое будущее».
Фильм снят по одноимённой сатирической повести Ильфа и Петрова с использованием сюжетных эпизодов из пьесы «Сильное чувство» и фельетона «Клооп». Отдельные эпизоды взяты из «Двенадцати стульев» и «Золотого телёнка».

## Сюжет
«Доблестным советским служащим посвящается».
В провинциальном городишке Пищеславе (исконное название города — Кукуев), где процветает бюрократизм, изобретатель Бабский придумывает «веснулин» — мыло от веснушек.
Егор Филюрин намыливается веснулином и становится невидимым. Его способность проникать незамеченным во все учреждения позволяет выявлять такие пороки, как чванство, карьеризм, семейственность и так далее. Руководители «Клоопа», заведения, где служит Филюрин, обеспокоены сложившейся ситуацией. Начальник Каин Доброгласов даже собирается отправиться в будущее, придя к выводу, что скоро он окажется развенчанным. Но веснулин внезапно прекращает своё действие, и всё приходит «в норму».

## В ролях
- Николай Караченцов — Егор Карлович Филюрин, старший регистратор «Клоопа»
- Александра Аасмяэ — Рита Харитуллина
- Абессалом Лория — Бабский, изобретатель
- Галина Польских — Лидия Пташникова
- Светлана Крючкова — Сегидилия Карповна
- Михаил Светин — Пташников
- Андрей Анкудинов — Костя Пташников
- Борислав Брондуков — начальник отдела кадров «Клоопа»
- Виктор Павлов — Каин Александрович Доброгласов, управляющий «Клоопом»
- Всеволод Шиловский — Авель Александрович Доброгласов
- Александр Демьяненко — Справченко, доктор
- Игорь Дмитриев — Бернардов, бывший солист императорской оперы
- Михаил Кокшенов — Борис Абрамович Годунов, художник
- Виктор Ильичёв — Юсупов
- Владимир Татосов — кассир-бухгалтер
- Сергей Мигицко — мистер Пип
- Армен Джигарханян — от автора

## Создатели фильма
- Сценарий Игоря Шевцова при участии Александра Павловского
- Постановщика Александра Павловского
- Оператор-постановщик — Виктор Крутин
- Художник-постановщик — Александр Токарев
- Композитор — Максим Дунаевский
- Песни на слова Наума Олева
- Исполняют: Алина Витебская и Николай Караченцов
- Группа «Терминал» под управлением Х. Витебского
- Частушки Александра Павловского
- Директор фильма Михаил Бялый

## Песни в фильме
- «Одинаковые люди»
- «Копакабана»
- «Душа»
- «Здесь был Вася»
- «Давай поговорим»

## Съёмки
- В фильме использован эпизод автопробега из «Золотого телёнка», в котором появляется Остап Бендер
- Учреждение, в котором работал Филюрин и другие персонажи фильма, в романе «Светлая личность» называется «Пищ-Ка-Ха» (Пищеславское коммунальное хозяйство).[1] Название «КЛООП» создатели фильма позаимствовали из одноименного фельетона Ильфа и Петрова, осмеивавшего учреждения, занимавшиеся неизвестно чем.[2]
- Режиссёр Александр Павловский вспоминает о создании образа начальника отдела кадров «Клоопа», который воплотил в фильме Борислав Брондуков:

В картине «Светлая личность» обратите внимание на его фуражку — это Боря придумал. Фуражка у него надвинута на глаза, и глаз не видно. Костюмерша дала ему фуражку большего размера. Другой бы сказал: «Дайте другую — эта большая». А Боря вместо того взял и натянул её на уши, а уши из-под неё вытащил: уши торчат, а козырёк — на глазах. И сразу появилась необходимость ходить с задранным подбородком. И так со всеми и разговаривать. Боря очень обстоятельно относился к роли. Когда талантливо сыграна роль, то кажется, что это легко. На самом деле — наоборот: это значит, что всё очень тщательно продумано и сделано, каждый нюанс. Это тоже талант.— А. Павловский в интервью «Независимой газете», 10.06.2005